# 船壳菌科
船壳菌科（学名：Gloniaceae），是贝壳菌目下的一个属。

## 下属分类
- Cenococcum
- 船壳菌属 Glonium
- Pseudocenococcum
- Psiloglonium
- Purpurepithecium